# Crook and Ladder
Crook and Ladder, llamado Granujas y escaleras en España y Pillos con escaleras en Hispanoamérica, es un episodio perteneciente a la decimoctava temporada de la serie de televisión de dibujos animados Los Simpson. Fue estrenado el 6 de mayo de 2007 en EE. UU., el 30 de septiembre del 2007 en Hispanoamérica y el 17 de agosto de 2008 en España. El episodio fue escrito por Bill Odenkirk y dirigido por Lance Kramer. En este episodio, un soñoliento Homero termina incapacitando al cuerpo voluntario de bomberos, por lo que es obligado a reemplazarlos junto con Moe, Apu y Skinner.

## Sinopsis
Todo comienza cuando Marge Simpson, siguiendo el consejo de una revista para padres, le retira el chupete a Maggie, haciendo que la bebé destruya todo lo del interior de la casa de los Simpson. Marge decide comprarle a la niña un nuevo chupete, pero no logra conseguir la marca adecuada. Afortunadamente, Santa's Little Helper le da a Maggie su juguete, el cual no sólo calma a Maggie, sino también hace que Homer no pueda dormir, por el ruido. 
Homer comienza a tomar pastillas para dormir y se convierte en un sonámbulo y con aspecto de zombi. Una noche, Bart y Milhouse toman ventaja de su estado, haciéndolo llevarlos a diferentes lugares. Homer se despierta mientras está conduciendo, logrando chocar contra el Departamento de Bomberos, lastimando a todos los bomberos y enviándolos al hospital. Mientras se recuperan, Homer, Apu, Moe Szyslak y el director Skinner se convierten en bomberos voluntarios.
Luego de los primeros incendios leves, todos son recompensados por haber salvado a los edificios. Un día, salvan a la mansión de Montgomery Burns, pero el anciando no les da recompensa. Sintiéndose estafados, deciden robarle algunos de sus tesoros, diciéndole que habían sido destruidos por el incendio. A partir de ese momento, el grupo comienza a llevarse cosas de los lugares que salvaban, como paga por su trabajo. Después de que Marge y los niños vean a Homer robando, Marge, enojada, quiere que Homer se sienta culpable y llama a los niños que ponen cara entristecida. Sintiéndose perseguido vaya a donde vaya por los tristes y melancólicos niños, Homer decide parar de robar y convence a los otros de detenerse. Tras salvar las vidas de Apu y de Moe, el grupo regala todo lo robado a la gente pobre y sin hogar.

## Recepción
La serie recibió el premio Prism, galardón que reconoce a todos aquellos programas de televisión, películas y cómics que denuncian de manera precisa el uso activo de drogas, alcohol y tabaco. Homer y toda su familia fueron reconocidos en la categoría de "Mejor episodio de comedia", por este episodio.